# 大堀駅
大堀駅（おおほりえき）は、山形県最上郡最上町字志茂（しも）にある、東日本旅客鉄道（JR東日本）陸羽東線の駅である。

## 歴史
- 1949年（昭和24年）2月1日：開業[3][4]。
- 1971年（昭和46年）11月30日：貨物および荷物の扱いを廃止[5]。無人化[6]（簡易委託化）。
- 1987年（昭和62年）
  - 2月：図書室を併設したログハウス風の駅舎が完成[7][8][新聞 1]。18日に式典挙行[新聞 2]。
  - 4月1日：国鉄分割民営化により、東日本旅客鉄道（JR東日本）の駅となる[4]。
- 2024年（令和6年）10月1日：えきねっとQチケのサービスを開始[1][報道 1]。

## 駅構造
単式ホーム1面1線を有する地上駅である。駅舎はログハウス風である。新庄統括センター（新庄駅）管理の無人駅である。

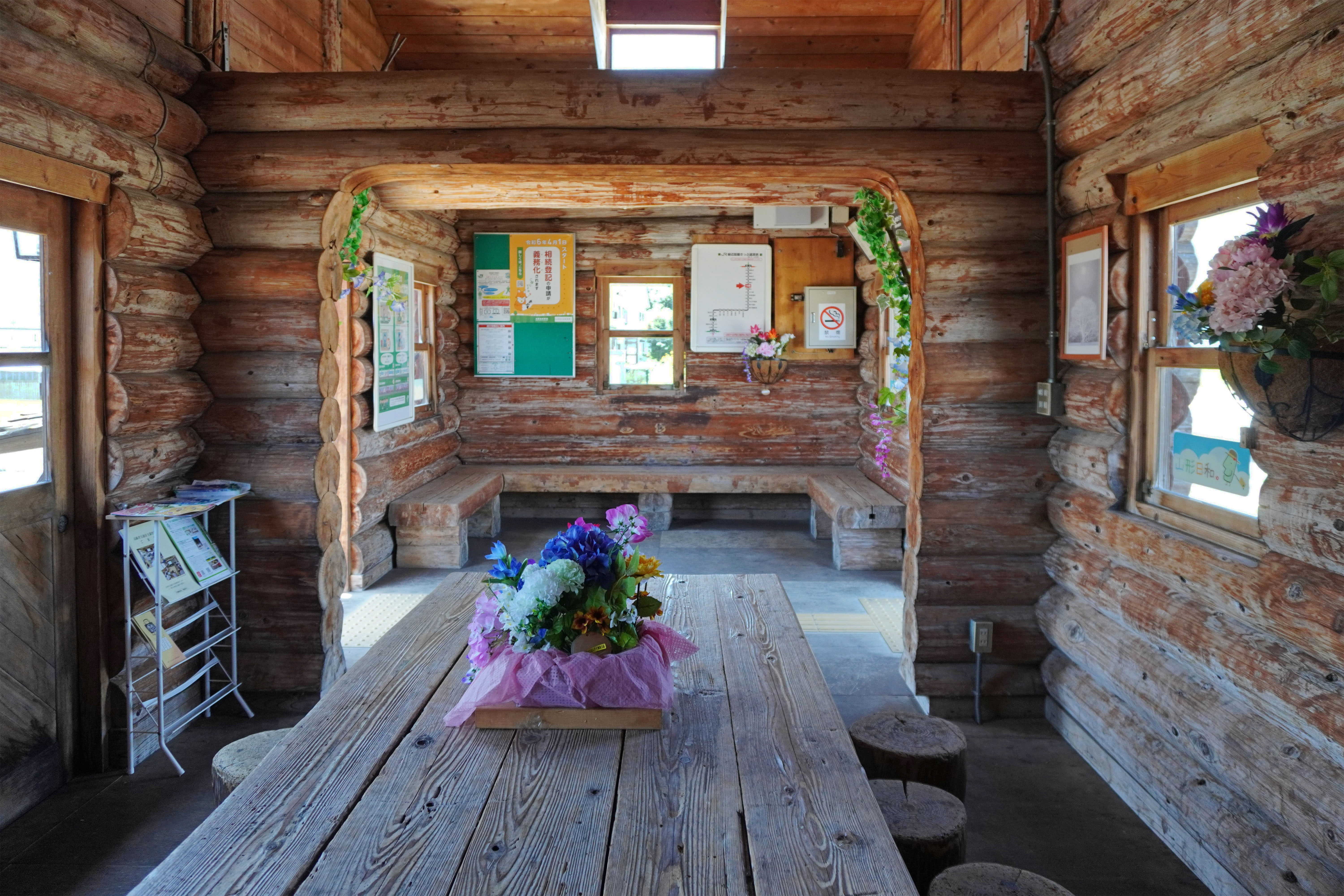
駅舎内（2023年7月）
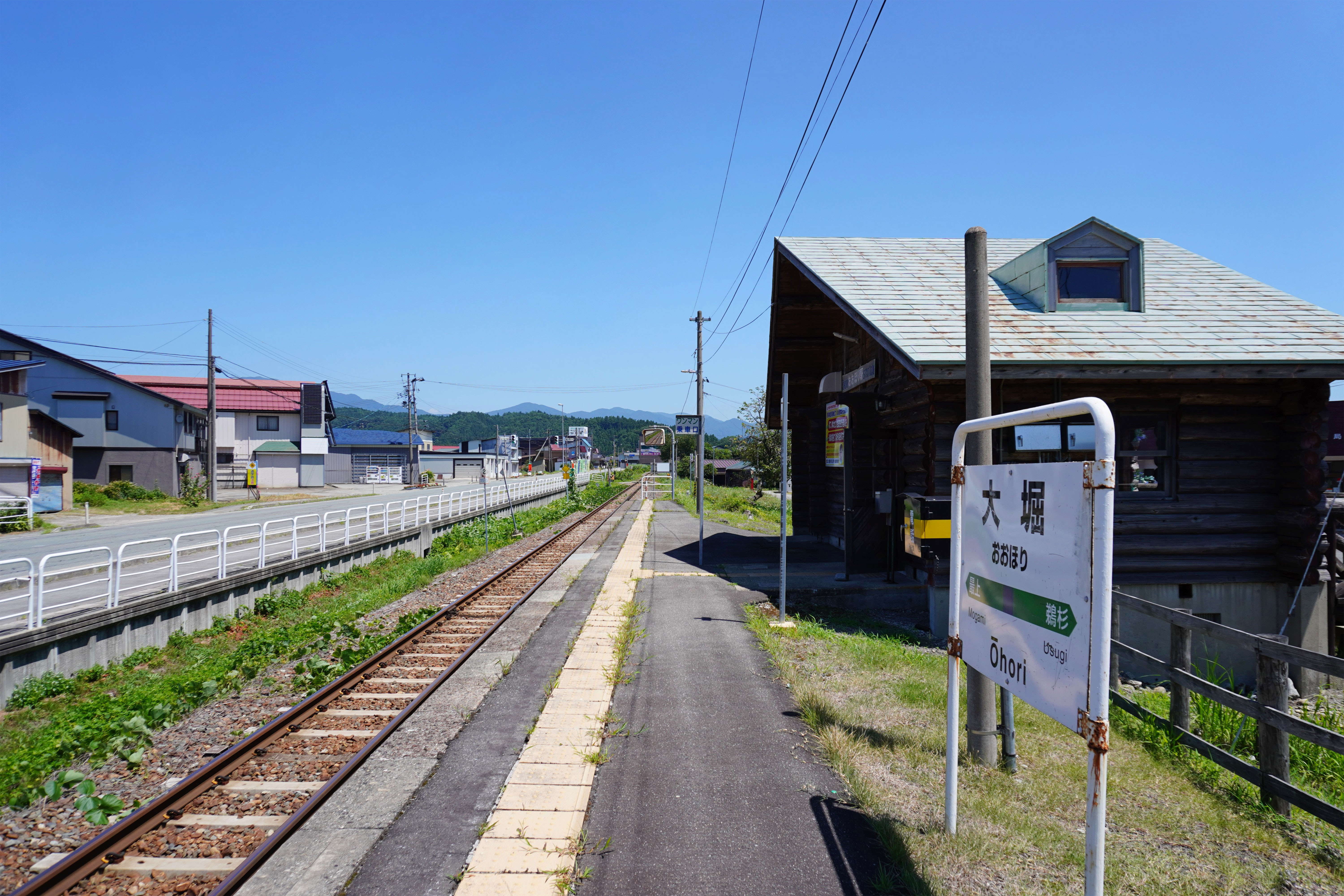
ホーム（2023年7月）

## 利用状況
「山形県の鉄道輸送」によると、2000年度（平成12年度）- 2004年度（平成16年度）の1日平均乗車人員の推移は以下のとおりであった。
| 乗車人員推移       | 乗車人員推移     | 乗車人員推移 |
| 年度               | 1日平均 乗車人員 | 出典         |
| ------------------ | ---------------- | ------------ |
| 2000年（平成12年） | 199              | [ 9 ]        |
| 2001年（平成13年） | 193              | [ 9 ]        |
| 2002年（平成14年） | 176              | [ 9 ]        |
| 2003年（平成15年） | 166              | [ 9 ]        |
| 2004年（平成16年） | 142              | [ 9 ]        |

## 駅周辺
住宅や商店がある。駅のそばにコンビニもある。
- 最上町立大堀小学校
- 国道47号
- 羽前大堀郵便局
- 白川
- 新庄警察署大堀駐在所

## 隣の駅
東日本旅客鉄道（JR東日本）
■陸羽東線
最上駅 - 大堀駅 - 鵜杉駅

### 報道発表資料
1. ↑  『Suicaエリア外もチケットレスで! 東北エリアから「えきねっとQチケ」がはじまります』（PDF）（プレスリリース）東日本旅客鉄道、2024年7月11日。オリジナルの2024年7月11日時点におけるアーカイブ。2024年8月11日閲覧。

### 新聞記事
1. ↑  「いま 東北地域の駅は“C・C時代” 地域住民の“憩いの場”に変身」『交通新聞』交通協力会、1987年3月8日、2面。
2. ↑  「陸羽東線大堀駅 ひと足早く衣替え 丸太の味活かし新駅舎」『読売新聞』1987年2月19日、朝刊、山形読売庄内・最上、18面。